# Amstel Gold Race 1997
Amstel Gold Race 1997 var den 32. udgave af det årligt tilbagevendende cykelløb Amstel Gold Race. Løbet blev holdt søndag den 26. april 1997 i den hollandske provins Limburg. Løbet strakte sig over 258 kilometer og startede i Heerlen og sluttede i Maastricht. I alt deltog 191 ryttere hvoraf 80 gennemførte. Bjarne Riis vandt løbet efter et soloudbrud på 40 kilometer.

## Endeligt resultat
| Nr. | 32. Amstel Gold Race   | Tid        |
| --- | ---------------------- | ---------- |
| 1   | Bjarne Riis (DEN)      | 6t 11' 19" |
| 2   | Andrea Tafi (ITA)      | + 46"      |
| 3   | Beat Zberg (SUI)       | + 46"      |
| 4   | Laurent Roux (FRA)     | + 46"      |
| 5   | Mauro Gianetti (SUI)   | + 46"      |
| 6   | Michele Bartoli (ITA)  | + 47"      |
| 7   | Laurent Jalabert (FRA) | + 48"      |
| 8   | Andrei Tchmil (UKR)    | + 1' 08"   |
| 9   | Rolf Aldag (GER)       | + 1' 08"   |
| 10  | Rolf Sørensen (DEN)    | + 1' 08"   |

## Eksterne links
- Løbets hjemmeside
- Resultater Arkiveret 24. juli 2011 hos  Wayback Machine